# Zaloše
Zaloše este o localitate din comuna Radovljica, Slovenia, cu o populație de 90 de locuitori.